# San Marsus
San Marsus (III o IV secolo – IV o V secolo) fu un missionario romano che, inviato in Gallia con altri compagni, subì il martirio. È venerato come santo.

## Biografia
Marsus sarebbe stato un prete romano inviato da papa Sisto II in Gallia, insieme a Pellegrino di Auxerre, vescovo, Corcodemo, diacono e Gioviano, suddiacono, e con altri lettori, al fine di evangelizzare quelle popolazioni. Il gruppo raggiunse la zona di Auxerre e qui convertì al cristianesimo un gran numero di persone del luogo. Pellegrino dovrebbe aver consacrato Marsus vescovo che, recatosi su un'isola abitata da pagani, vi avrebbe subito un 8 giugno od un 4 ottobre il martirio. La sua salma sarebbe stata tumulata ad Auxerre. Marsus venne venerato come "confessore".

## Culto
Oggi pressoché dimenticato, durante il medioevo era un santo importante. Centro di particolare venerazione di Marsus era la zona della Sassonia, in particolare l'Abbazia di Essen.
Alfredo di Hildesheim, vescovo di Hildesheim e fondatore dell'Abbazia di Essen, traslò le reliquie del santo nell'864 da Auxerre in una località abitata dai Sassoni a noi non nota. Rimane di questo il testo di una predica tenuta dal santo in occasione dell'esposizione delle reliquie. Nei testi antichi si dice che Alfredo avesse trasferito le reliquie ad Essen ma questa affermazione non tiene conto del fatto che il predicatore si rivolgeva ai suoi ascoltatori quali confratelli, il che va contro la natura di comunità religiosa femminile dell'Abbazia di Essen quale destinatario della predica. Inoltre la predica su Marsus rappresenta un modello per la Missione, mentre alle comunità religiose femminili era vietato partecipare alle missioni.
Probabilmente il destinatario della predica era l'Abbazia di Corvey, poiché le reliquie di Marsus furono in seguito custodite insieme a quelle di san Liuttrud, ad Essen, che le aveva ricevute da Corvey.
L'Abbazia di Essen ricevette più tardi da Lione, fra il 999 ed il 1002, il capo ed il busto del santo. La traslazione di queste reliquie ebbe luogo grazie all'intervento dell'imperatore Ottone III ed a quello del vescovo di Auxerre Ugo di Chalon (†1039), probabilmente una donazione commemorativa di lui e la madre Teofano in memoria del padre (e marito) imperatore Ottone II.
Lo scopo della traslazione viene dedotto da un'iscrizione che si leggeva sul perduto reliquiario realizzato per l'occasione:
Marsus fu particolarmente venerato dai canonici, che conducevano la liturgia per le monache dell'abbazia. Nel XV secolo il cranio del santo venne spostato dalla sua teca nell'attuale busto reliquiario ancora esistente nel tesoro della cattedrale di Essen. Questo reliquiario segue la tradizionale iconografia, rappresentante il santo con gli abiti sacerdotali. Mentre il reliquiario originale andò distrutto nel 1797, si trova un'altra reliquia del santo nel reliquiario dei santi Cosma e Damiano della badessa Maria Clara von Spaur, Pflaum und Vallier del 1643.
La sua memoria liturgica viene celebrata il 4 ottobre anche se il suo martirio dovrebbe aver avuto luogo l'8 giugno.
Le chiese a lui dedicate sono poche: una di esse è stata costruita negli anni sessanta ad Auxerre. Qui furono traslate le reliquie del santo ancora presenti ad Essen.